# Auvillars-sur-Saône
Auvillars-sur-Saône é uma comuna francesa na região administrativa da Borgonha-Franco-Condado, no departamento de Côte-d'Or. Estende-se por uma área de 6,72 km². Em 2010 a comuna tinha 332 habitantes (densidade: 49,4 hab./km²).